# Tysnes
Tysnes er en økommune i Vestland fylke, i Norge.
Mod nord grænser den til Os og Fusa kommuner, i øst til Kvinnherad, i sydvest til Stord og Fitjar, og i vest til Austevoll.
Tysnes har været selvstændig kommune siden 1838.

## Navnet
Det gamle navn på Tysnes var Njardarlog (= Njords lovdømme) – Njord var gud for søfart og hav i norrøn mytologi. Efter reformationen i 1537 blev navnet anset som hedensk og ændret til Tysnes, som oprindeligt kun var næsset midt imod Våge, og stedet, hvor prestegården lå. Navnet Tysnes knyttes til en anden norrøn gud, Tyr. I løbet af 1800-tallet tyder kilder på, at navnet ændrede sig fra Njardarlog til Gierlou Øen. Dette ændrede sig senere til Jarløen. Til sidst blev det Tysnes.

## Historie

### Middelalderen
I middelalderen blev Olavsgildet afholdt på Onarheim i Tysnes. Det var et brorskab, der samlede folk fra store dele af det sydlige Hordaland og Hardanger. Efter dette Olavsgilde fandt man et segl – to krydsede økser med en krone over. Det segl er senere blevet symbolet i Hordaland fylkeskommunes våben.

### Fortid som kultsted
Magnus Olsen påviste i 1905, at Tysnesøy opviser et enestående antal stednavne, der fortæller om førkristen gudedyrkelse. Under Dallandsfjellet ligger en gård med navnet Ve (= helligstedet), og en med navnet Lunde, som mange steder knyttes til offerlunde. Længere syd ligger endnu en gård kaldt Lunde, og Vevatnet (= det hellige vand), samt Hovland, "gudehovsgården". Svein Ove Agdestein har påvist, hvordan Solen fire gange i året udpeger den store stenhøj på selve Tysneset. Tyve minutter efter solnedgang ved vintersolhverv kommer Solen tilbage i en smal sprække og skinner så i 7-8 minutter lige på stenhøjen, og kun på den, mens resten af stedet ligger i skygge. Ved sommersolhverv går Solen ned bagved et bjerg i Os, men kigger lige frem igen på nordøstsiden, og skinner nogle få minutter på Tysneset, før den går ned for godt. Ved forårs- og efterårsjævndøgn sker det samme, men ved Dallandsfjellet. Solen skinner på Tysneset med et påfølgende "genkig" ved alle de fire solvendepunkter i året. Dermed er Tysneset oplyst af Solen, mens resten af omlandet ligger i skygge. Dette særlige naturfænomen kan være årsag til, at det blev et helligsted, og at der senere blev rejst en kirke netop dér. Stenhøjen på solcenterpunktet er blevet udgravet af Eyvind de Lange i 1915 og Jacob Kvalvaag i 1965, men hovedudgravningen i 1915 var dårlig også for sin tid. Stenhøjen er 20 meter i diameter og omkring halvanden meter høj, overgroet med græs, men nogle stenblokke stikker frem. Der blev fundet kul og brændte ben. Man fandt ingen grav, men ruiner efter en lille bygning af jord og sten.

## Geografi og flora
Tysnes kommune består af en samling øer som ligger yderst i Hardangerfjorden. Den største er Tysnesøy, andre større øer er Reksteren og Skorpo. Godøyene er også beboede øer, og derudover er der et utal mindre øer, som Seløya, Ånuglo og Vernøya.
Tysnes kommune grænser mod nord til Os og Fusa kommuner, mod øst til Kvinnherad, mod sydvest til Stord og Fitjar, og mod vest til Austevoll. Tysnes er den nordligste kommune som regnes til Sunnhordland og har derfor bundet sig stærkere sammen med kommunerne rundt om Bjørnefjorden, såsom Fusa, hvor Lukksund bro binder Tysnes til fastlandet.
Regnskov findes.